# Smith & Wesson Модель 410
Smith & Wesson Модель 410 та 411 два схожих самозарядних пістолета під набій .40 S&W, з коротким ходом стволу подвійної/одинарної дії (DA/SA) з чотирьохдюймовим стволом та рамкою з алюмінієвого сплаву та затвором з вуглецевої сталі. S&W Модель 411 випускали у період з 1992 по 1994 роки. S&W Модель 410 була представлена у 1995 як заміна Моделі 411, випуск тривав до 2006.

## Конструкція
Конструкція Моделі 410, створена на основі післявоєнного самозарядного пістолета Модель 39, є “третім поколінням” пістолетів компанії з курком, традиційної подвійної дії. Пістолет розроблено під набій .40 S&W. Перший варіант отримав позначення 411 через місткість магазина у 11 набоїв, до того часу як було прийнято закон про зменшення місткості магазина на один набій. Нова версія отримала назву 410 і стала старшим братом 9мм Моделі 910, яка завершає “Value Line” компанії Smith & Wesson.